# موزه تخت جمشید
موزه هخامنشی موزه‌ای در مجموعه تخت جمشید شهرستان مرودشت در استان فارس است.
ساختمان موزه تخت جمشید قدیمی‌ترین بنای ایران است که بازسازی شده و به موزه اختصاص یافته‌است. این بنا یکی از مجموعه کاخ‌های تخت جمشید است که حدود ۲۵۰۰ سال پیش توسط سلسله هخامنشی بنا شد. قسمت‌هایی از این بنا که فعلاً به عنوان موزه مورد استفاده‌است، شامل یک ایوان، دو گالری و یک تالار است.
در ایوان موزه که در سمت شمال ساختمان واقع شده و ورودی موزه در آن قرار دارد، دو جرز (دیوار اتاق  و ایوان، پایهٔ ساختمان که از سنگ و آجر سازند) سنگی عظیم یکپارچه به ارتفاع تقریبی هشت متر و عرض ۲۰/۱ متر به وزن حدود ۸۰ تن در جلو و طرفین قرار دارد. هر یک از این دو جرز بزرگ‌ترین سنگ یک پارچه‌ای است که در تخت جمشید به کار رفته‌است. سقف ایوان را هشت ستون چوبی با سر ستون‌های گاو دو سرنگه می‌دارد. پایه این ستون‌ها اصلی و به شکل زیبا و بسیار جالب از سنگ خاکستری حجاری شده‌است.

## آثار نمایش داده شده

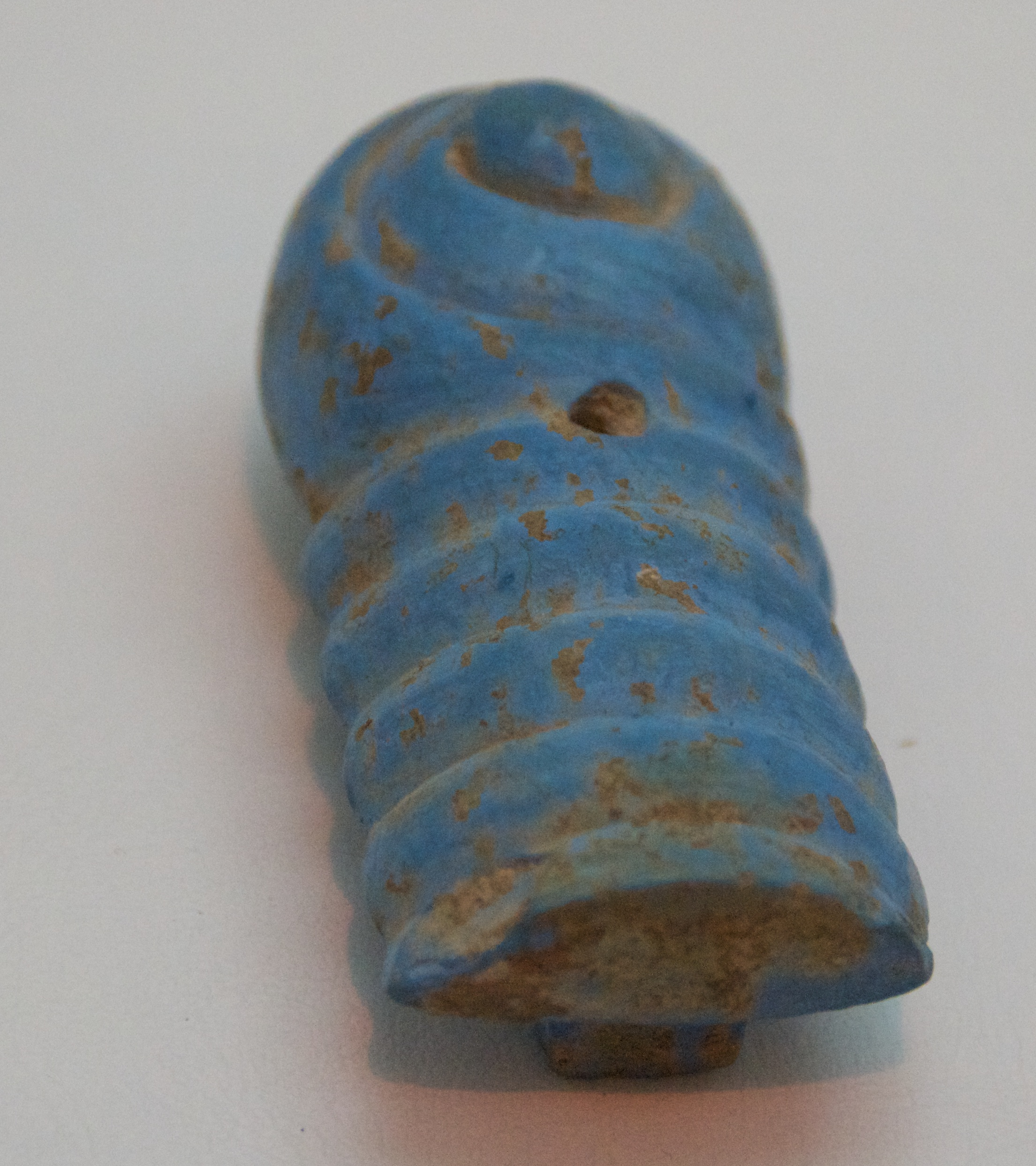
دسته شمشیر هخامنشی از سنگ لاجورد ، موزه پارسه

- مهره‌های دوره هخامنشی: در سال ۱۳۳۷ هشت مهره چشم ساده به رنگ‌های زرد، سیاه، قهوه‌ای روشن و قهوه‌ای تیره در اندازه‌های مختلف (به قطر ۳، ۴، ۵، ۶ سانتی متر) در تخت جمشید به دست آمد.
- گل نبشته‌های تخت جمشید:

در سال ۱۳۱۳ تعداد ۳۰ هزار گل نبشته در اتاقی از هخامنشیان که درِ آن تیغه شده بود، یافت شد که اسناد خزانه تخت جمشید و بیشتر در اندازه ۸×۴×۲ سانتی‌متر است. بر این گل نبشته‌ها با خط ایلامی، اسناد را نوشته‌اند. چشم گاو و گوش گاو سنگی، پنجه و سر شیر از سنگ لاجورد، مگس پران، خنجر، شمشیر، سرنیزه، پیکان، قرقره بالا بر فلزی، بشقاب، سینی، لیوان، گلدان و هاون سنگی، قسمتی از پرده‌های سوخته تخت جمشید، گل میخ طلا، کتیبه حرم خشایار شاه با ترجمه به زبان فارسی و انگلیسی، کُرنا (شیپور)، مِجمر (آتشدان) فلزی، خشت لاجوردی پیدا شده در سال ۱۳۳۴، زینت آلات طلا و نقره و...
- از دیگر اشیای تالار هخامنشی می‌توان به موارد زیر اشاره نمود:

پیکره شکسته سنگی دو گاو، مجسمه نیمه تمام سگی که نشسته در سال ۱۳۳۲در تخت جمشید کشف شد، پنجه عقاب، جای پاشنه در، ته ستون، شال زیر ستون با کتیبه‌ای در سه خط، سه ستون هخامنشی، سرستون گاو، مجسمه سنگی کوچک نیمه تمام، خمره‌های بزرگ سفالی، نقش یک نفر که زنبه‌ای را حمل می‌کند و... موزه تخت جمشید در روز ۲۸ اردیبهشت ۱۳۸۱، (مصادف با ۱۸ ماه مه ۲۰۰۲، روز جهانی موزه) افتتاح شد.